# 埃爾巴赫湖
48°29′02″N 8°18′18″E / 48.483942°N 8.30505°E

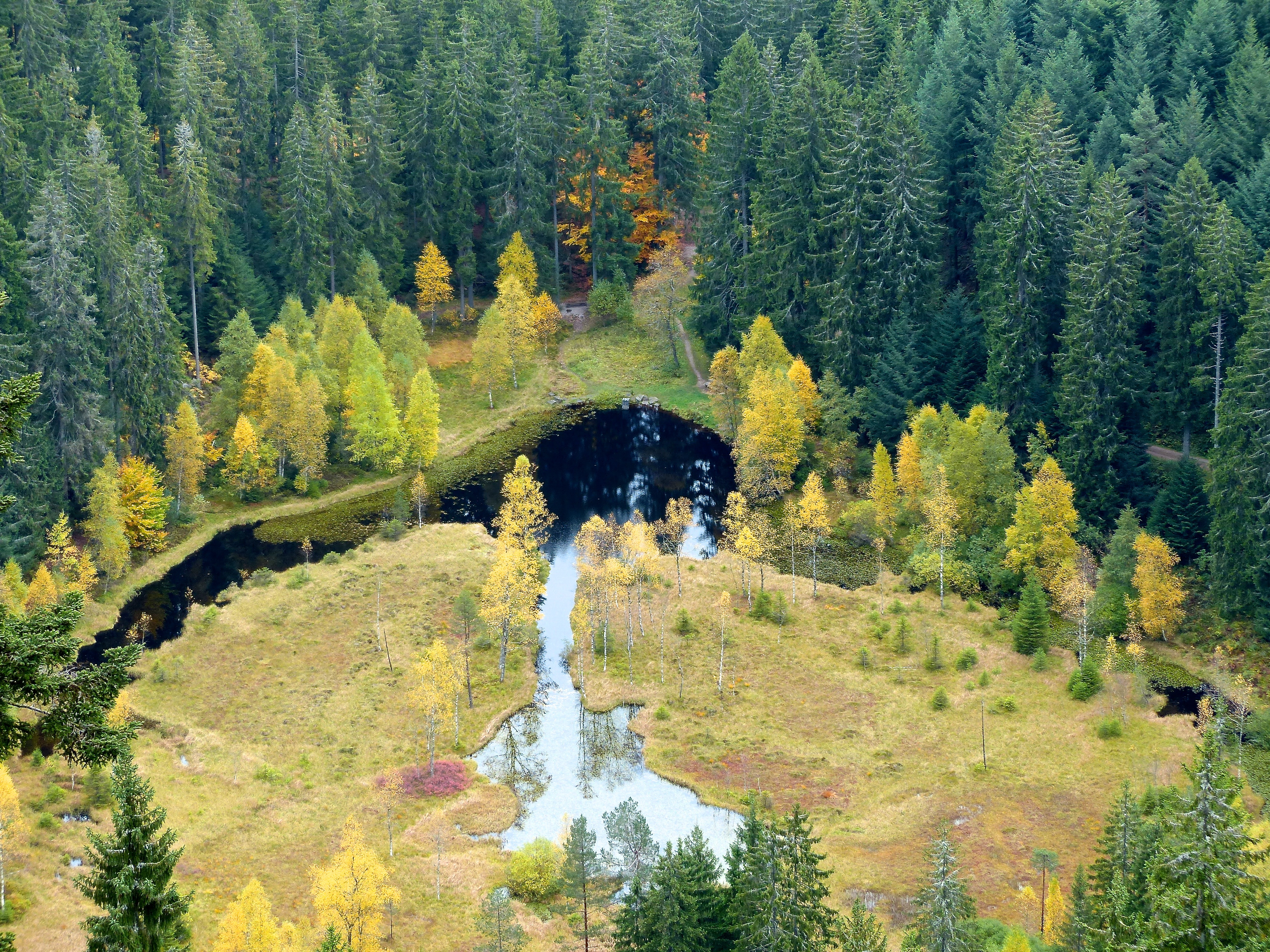

埃爾巴赫湖（德語：Ellbachsee），是德國的湖泊，位於該國西南部，由巴登-符騰堡州負責管轄，處於拜爾斯布龍，長0.2公里、寬0.04公里，面積0.004平方公里，海拔高度772米，最大水深2米。